# Emplastus dubius
Emplastus dubius (лат.) — ископаемый вид мелких муравьёв рода Emplastus из подсемейства Dolichoderinae. Найден в миоценовых отпечатках Европы (Хорватия, Радобой, Grätz Collection, бурдигальский ярус, возраст от 16 до 20 млн лет).

## Описание
Мелкие долиходериновые муравьи, длина тела 7,5 мм. Стебелёк между грудкой и брюшком состоит из одного членика петиоля. Голова немного длиннее своей ширины. Грудь равна по ширине размерам головы и примерно в 1,6 раз длиннее своей ширины. Скутеллюм длиннее своей ширины. Брюшко овальное. От других видов отличается жилкованием крыльев, ячейка rm треугольная, узкая, стебельчатая; ячейка mcu трапециевидная.
Впервые был описан в 2014 году российскими мирмекологами профессором Геннадием Михайловичем Длусским и Татьяной С. Путятиной (МГУ, Москва) вместе с такими новыми таксонами как Dolichoderus heeri, E. miocenicus, Formica parexsecta, Heeridris croaticus, Myrmecites latus, Ponerites gracilior, P. oblongiceps. Включён в состав рода Emplastus Donisthorpe, 1920.